# Марк Юний Метий Руф
Марк Юний Метий Руф (на латински: Marcus Iunius Mettius Rufus) е политик и сенатор на Римската империя през 2 век. Произлиза от фамилията Юнии.
През 128 г. Метий Руф е суфектконсул заедно с Квинт Помпоний Матерн.
Роднина е на Марк Метий Руф, който е префект на Египет през 89 – 91/92 г.